# Hubert Henry
Pour les articles homonymes, voir Henry.
Hubert-Joseph Henry, né le 2 juin 1846 à Pogny, dans la Marne et mort le 31 août 1898 à la forteresse du Mont-Valérien, est un officier français qui a produit des faux documents visant à accuser le capitaine Alfred Dreyfus et confirmer sa condamnation.

## Biographie

### Au service de l'armée
Officier sorti du rang, Hubert-Joseph Henry est issu d'une famille de cultivateurs. Engagé dans l'infanterie en 1865, sergent-major en 1868, deux fois prisonnier et deux fois évadé pendant le conflit franco-prussien, il gagne au feu ses galons de lieutenant en 1870. Ses notes de 1872 lui prédisent néanmoins un avenir limité : « officier sans autre avenir que celui que lui donnera forcément l'ancienneté ».
En 1875, il est nommé ordonnance du général de Miribel, chef de l'état-major, qui deviendra son protecteur. Promu capitaine, il est affecté au ministère de la Guerre en 1879 à la section des statistiques (dénomination officielle du contre-espionnage militaire). Il y côtoie alors Maurice Weil et Esterhazy, qui sera identifié plus tard comme le véritable traître de l'affaire Dreyfus.
À partir de 1886, il est affecté successivement en Tunisie, au Tonkin, puis enfin en Algérie, à Oran.

### Découverte du bordereau
En mai 1893, le commandant Henry revient à la section des statistiques du service des renseignements français. Il sera rapidement l’adjoint du chef de bureau, Jean Sandherr, jusqu’en 1895.
Son travail consiste à surveiller l'activité des autorités allemandes, notamment en utilisant des agents doubles ou salariés, parmi lesquels Marie Bastian, une femme de ménage employée à l’ambassade d’Allemagne. C'est elle qui lui confie, fin septembre 1894, le fameux bordereau qui déclenche l'affaire Dreyfus. Adressé à l'attaché militaire Maximilian von Schwartzkoppen par un inconnu, et rédigé en français, ce document contient des informations relevant du secret défense.
Une fois en possession du bordereau, Henry le remet immédiatement à ses supérieurs. On ignore s'il a alors reconnu ou non l’écriture de son ami Esterhazy. En octobre, une enquête interne attribue la rédaction du bordereau à Alfred Dreyfus, qui est arrêté quelques jours plus tard.
Appelé à témoigner lors du procès à huis clos de Dreyfus en conseil de guerre, Henry accable le suspect :

« Le traître que nous recherchions, c’est lui ! Je le jure ! »

### «Petit bleu» et «faux Henry»

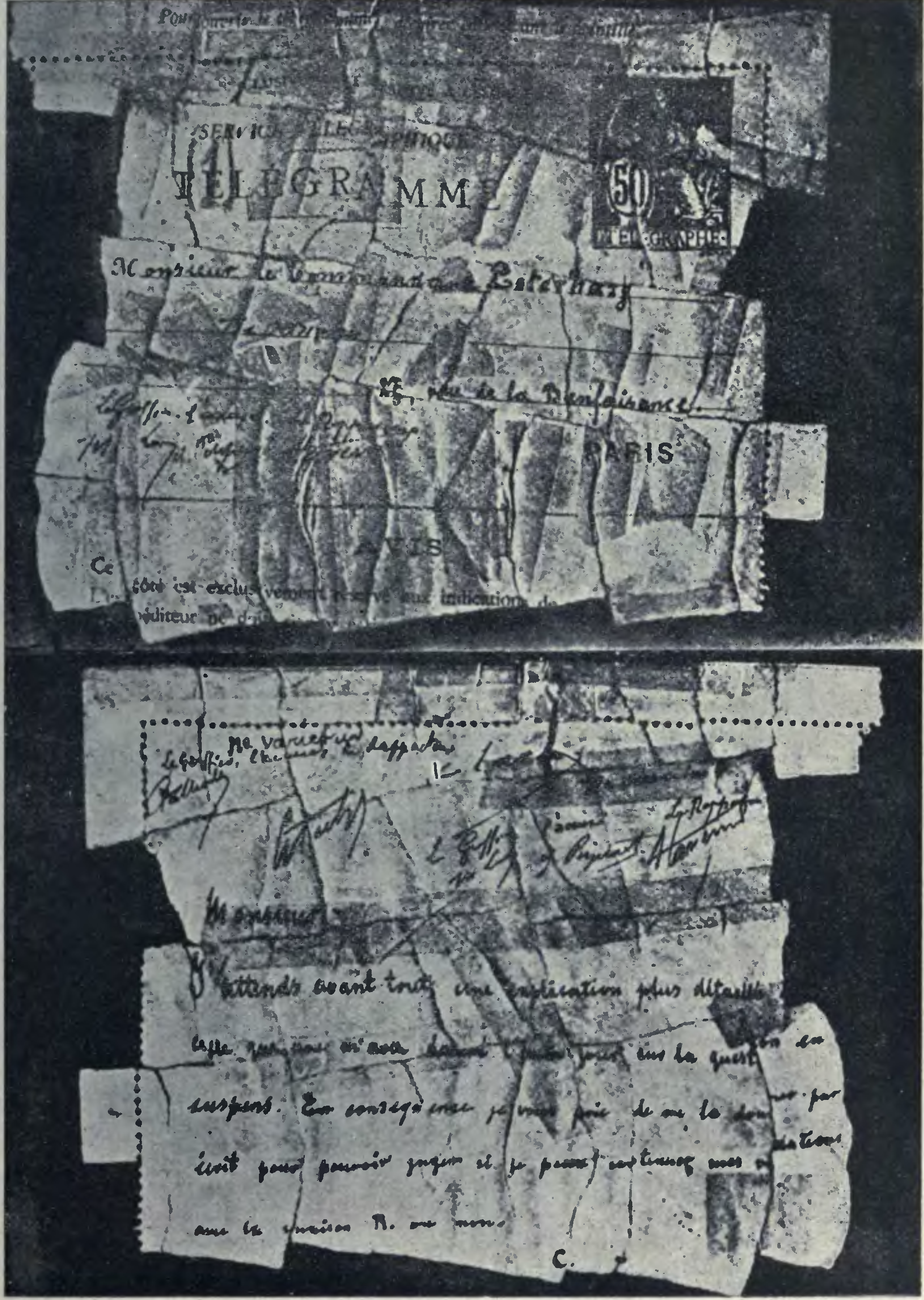
Le télégramme (« petit bleu ») de Schwartzkoppen à Esterhazy (1896).

Le 15 juillet 1895, Georges Picquart prend la direction du service des renseignements au détriment d’Henry, qui ambitionnait d’obtenir le poste. Méfiant et jaloux, ce dernier s'arrange pour que les documents récupérés par ses contacts, comme Marie Bastian, ne soient pas transmis à Picquart, malgré la demande expresse de celui-ci.
En mars 1896, un agent du service récupère un télégramme (le « petit bleu ») dans lequel le diplomate allemand Schwartzkoppen informe le commandant Esterhazy qu’il souhaite rompre ses relations avec lui, jugeant ses activités d’espionnage insuffisantes. C'est Picquart qui reçoit le document car, depuis plusieurs mois, le chef du service de la statistique exigeait d'être premier destinataire de tous les documents détournés. Intrigué, il obtient des échantillons de l'écriture d'Estherazy, et constate que l’écriture de ce dernier est la même que celle du bordereau de 1894.
Alors que l'épouse d'Alfred Dreyfus demande la révision du procès, Henry adresse le 2 novembre 1896 à ses supérieurs un document qu'il prétend avoir récupéré à l’ambassade d’Allemagne et qui accuse explicitement Dreyfus de trahison. Ce document, qu'il a en fait lui-même réalisé, est connu sous le nom du « faux Henry ». Il s’agit d’un montage d'éléments de deux lettres, retouchées et imitées, qui tend à prouver que le militaire et diplomate italien Alessandro Panizzardi, s’adressant à Schwartzkoppen, décrit Dreyfus comme un traître à la France : il demande à son correspondant de ne pas révéler qu’il était en relation avec « ce juif ». Si ce faux porte son nom et si Henry en assumera seul la responsabilité, nous savons aujourd'hui que ce faux et les nombreux autres qui seront plus tard découverts dans le dossier étaient une œuvre collective dans laquelle fut immense le rôle de son supérieur, le général Charles-Arthur Gonse. C'est pourtant son propre aide de camp, le capitaine Cuignet, nationaliste et antidreyfusard notoire, qui dévoila le faux document.

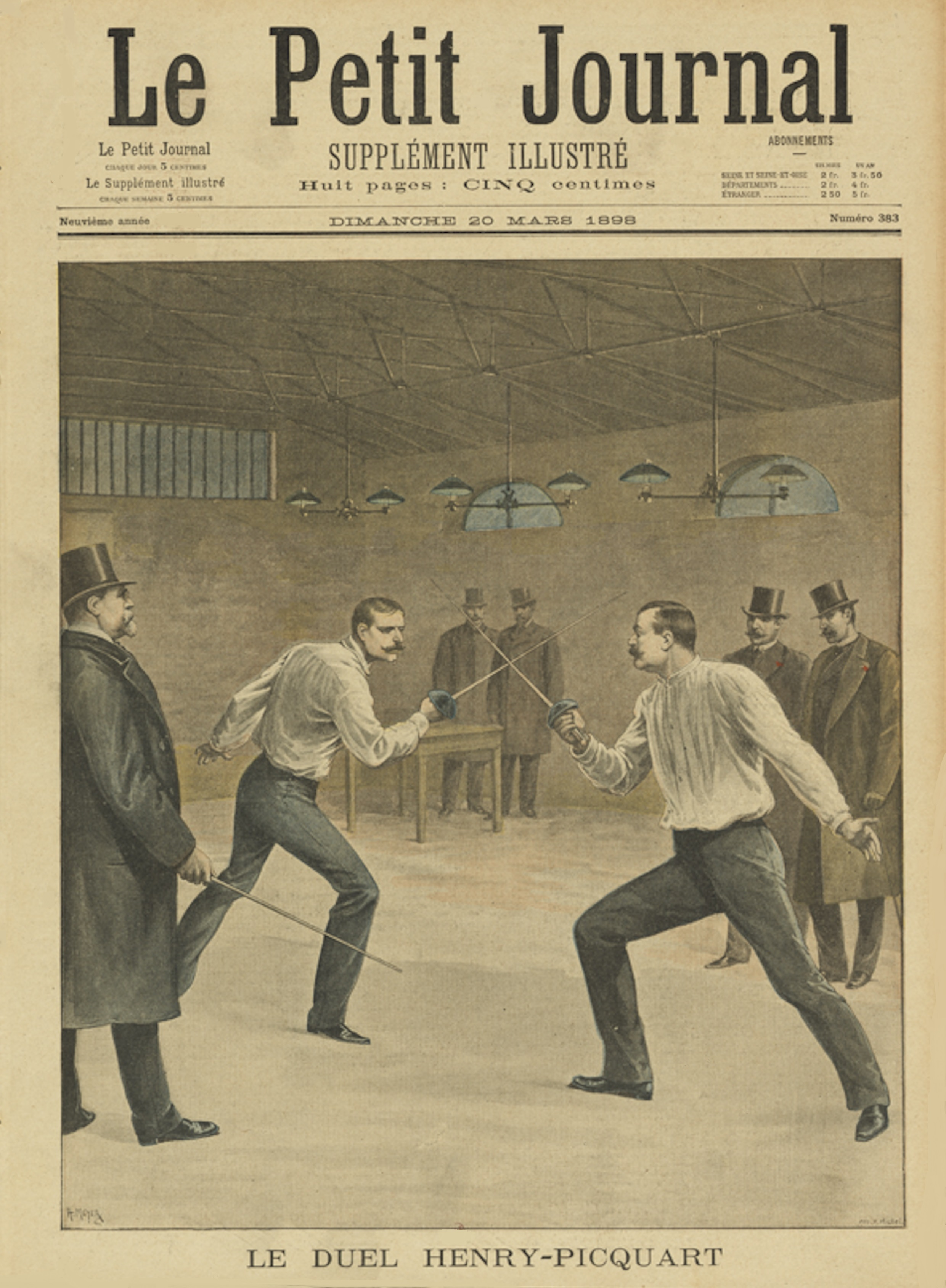
Illustration du duel entre Henry et Picquart, Supplément illustré du Petit Journal, dimanche 20 mars 1898

Puisqu'il en assuma seul les responsabilités, ses motivations furent largement débattues à l'époque. Selon les uns, antidreyfusards, il aurait agi sous la pression de l’état-major. « Il a écrit un faux, en présence des agissements du colonel Picquart, pour sauver l’armée qui se trouvait dans une impasse terrible par la mauvaise foi de ses ennemis », déclare son épouse lors du procès de Rennes en 1899. Selon les autres, dreyfusards, parmi lesquels Jean Jaurès, Henry souhaitait s’attirer les bonnes grâces de sa hiérarchie en lui apportant des pièces décisives dans l’espoir d’être récompensé par sa nomination à la tête du service des renseignements : « Les choses allèrent ainsi. À peine le colonel Henry eut-il mis sous les yeux de ses chefs la pièce fausse qu’il fut nommé chef du service des renseignements » (1897).
Il s'inquiète alors des découvertes de son prédécesseur, Picquart, et décide, avec le commandant Armand du Paty de Clam et sous l'influence de son supérieur, le général Charles-Arthur Gonse, de prévenir Esterhazy des soupçons qui pèsent contre lui. En échange de sa protection, l'état-major lui aurait commandé de rédiger un document destiné à incriminer à nouveau Dreyfus. Henry s'empresse de le communiquer à la presse.
L'accusation ne manquera pas d'évoquer le « faux Henry » lors du procès d'Émile Zola qui se déroule du 7 au 23 février 1898. Picquart, contre lequel est entamée une procédure de réforme, est convaincu de l'innocence de Dreyfus et du rôle machiavélique de Henry. Les deux hommes s'accusent mutuellement de mentir, ce qui les force à s’affronter en duel dans le manège de l’École militaire le 5 mars 1898. Henry est légèrement blessé au bras droit.

### Aveux et décès

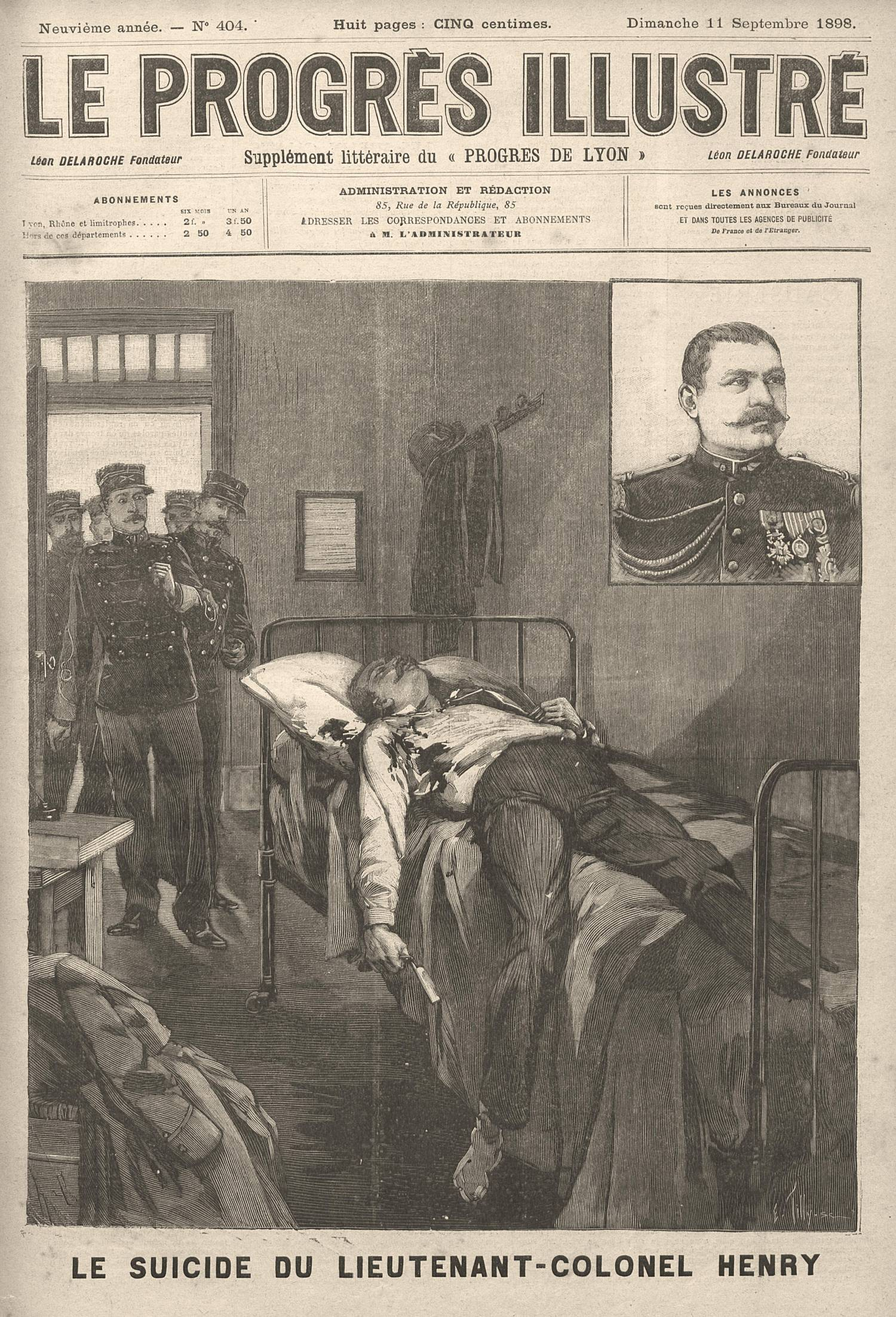
Le suicide du lieutenant-colonel Henry dans une cellule de la forteresse du Mont-Valérien (Le Progrès illustré, 11 septembre 1898).

Il faudra attendre juillet 1898 et l'initiative du nouveau ministre de la Guerre, Godefroy Cavaignac, qui veut clore à tout prix le dossier, pour que l'état-major prenne enfin conscience de la véritable nature du « faux Henry ». Le 30 août, le colonel Henry avoue son forfait à Cavaignac. Il est arrêté et emprisonné au fort du Mont-Valérien.
Le lendemain, il est retrouvé mort dans sa cellule, la gorge ouverte de deux coups de rasoir. Étrangement, sa main était refermée sur le rasoir.
Charles Péguy, qui évoque l'affaire Dreyfus dans Notre Jeunesse, met en doute le suicide du lieutenant-colonel Henry : « assassinat, meurtre, suicide ou simulation de suicide »,. Cavaignac démissionne. Esterhazy s'enfuit au Royaume-Uni. L'opinion commence alors à douter de la culpabilité de Dreyfus.
Hubert Henry est inhumé dans le cimetière de sa ville natale, Pogny.

### Le Monument Henry

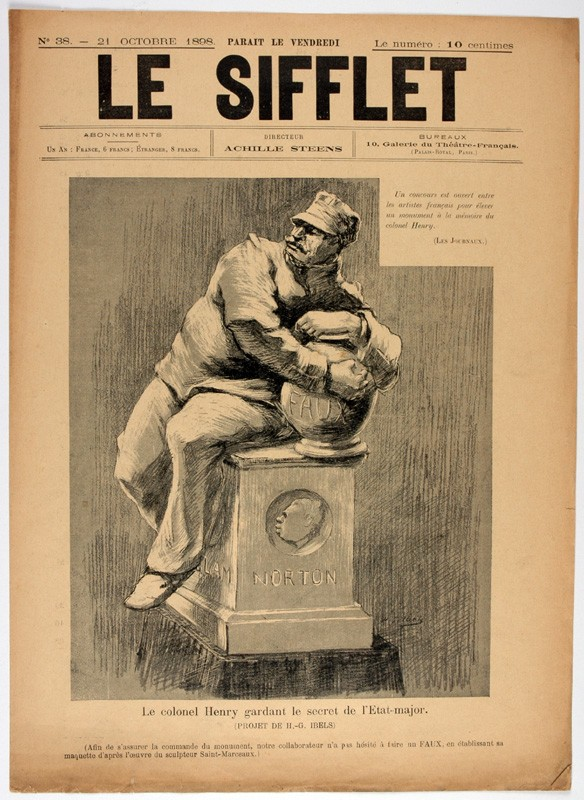
Caricature dreyfusarde d'Henri-Gabriel Ibels montrant une statue (parodie du Génie gardant le secret de la tombe de Saint-Marceaux) élevée à Henry sur un piédestal représentant le faussaire Norton (Le Sifflet, 1898).

Il s’agit d’une simple expression qui n’est pas à prendre au pied de la lettre car aucun monument n’a jamais été érigé pour honorer Hubert Henry, même si en effet telle avait été au lendemain même de sa mort la volonté des antidreyfusards, ce qui explique qu'un Henri-Gabriel Ibels put proposer en couverture de l'hebdomadaire Le Sifflet du 21 octobre 1898 son projet à un imaginaire « concours est ouvert entre les artistes pour élever un monument à la mémoire du colonel Henry ».
Mais si l'idée de ce monument fut vite abandonnée, il fut un autre qui dès les premiers jours fut érigé par la presse antidreyfusarde et dont la plus célèbre pierre — si elle ne fut pas la première — est celle due à Charles Maurras qui avait publié les 6 et 7 septembre 1898 un éloge d'Henry dans le quotidien royaliste La Gazette de France, en évoquant « ce serviteur héroïque des grands intérêts de l'État, ce grand homme d'honneur ». Le parti antidreyfusard va en effet forger, sans l'ombre d'une preuve ou même d'un élément de départ, la théorie du « faux patriotique », expression que l'on doit à un dreyfusard : Henry aurait créé son faux pour conforter l'évidence de la culpabilité de Dreyfus parce qu'il ne pouvait révéler une preuve encore plus décisive mais qui était annotée en marge de la propre écriture de l'empereur d'Allemagne, Guillaume II. La produire aurait provoqué la guerre et c'est pour l'éviter qu'Henry aurait produit un faux.
En fait de monument, La Libre Parole d'Édouard Drumont lance deux mois plus tard une souscription pour donner à Berthe Amélie Bertincourt, la veuve du lieutenant-colonel Henry, les moyens de poursuivre en diffamation Joseph Reinach, à la suite d'un article publié le 7 novembre 1898 dans Le Siècle. Cette souscription rencontre un succès considérable et les noms des 25 000 donateurs, ainsi que le montant de l’obole et les commentaires de chacun, sont publiés dans le journal de Drumont. Curieusement, l’ensemble de ces témoignages, dressant un impressionnant panorama de l’antisémitisme haineux de nombreux Français, sera baptisé « le Monument Henry ». Parmi les souscripteurs, on compte Jean Lorrain, Pierre Louÿs, Paul Valéry (« non sans réflexion »), Henry Gauthier-Villars, Gaston Deschamps et Henri Rochefort.

## Distinctions

### Décorations françaises
- Officier de la Légion d'honneur (décret du 9 juillet 1895) ; chevalier du 27 décembre 1884.

### Décorations étrangères

#### Japon
- 5e classe ou 6e classe de l'ordre du Soleil levant

#### Tunisie
- Officier de l'ordre du Nichan Iftikhar

#### Indochine française(décoration coloniale)
- Officier de l'ordre du Dragon d'Annam

## Au cinéma
En 1899 est tourné le court-métrage Au mont Valérien : Suicide du colonel Henry.
L'officier Henry est interprété par l'acteur Gérard Darrieu dans le feuilleton de 1978 Émile Zola ou la Conscience humaine de Stellio Lorenzi, par Bernard-Pierre Donnadieu dans le téléfilm de 1995 de Yves Boisset et par Grégory Gadebois dans le film J'accuse de Roman Polanski, sorti en salles le 13 novembre 2019.